# Gran Premio de Alemania
El Gran Premio de Alemania es una carrera de automovilismo de velocidad que se disputa en Alemania y ha sido válida para el Campeonato Mundial de Fórmula 1 en más de 60 ocasiones.
La prueba tuvo como primer antecedente el Kaiserpreis de 1907 en un circuito en Taunus, donde participaron automóviles de turismo con motores de cilindrada inferior a 6.0 litros. La primera carrera fue ganada por el italiano Felice Nazzaro con un Fiat.
En 1926 se organiza el primer Gran Premio de Alemania para automóviles deportivos en la pista AVUS al sudoeste de Berlín. Debido a un accidente donde perdieron la vida tres personas, el Gran Premio de Alemania no se volvió a correr en AVUS sino hasta 1959.
En 1927 la carrera se muda al Nürburgring de 28 km, donde se corrió hasta los años 1970. Desde entonces el Gran Premio de Alemania se alternó entre Nürburgring y Hockenheimring. En 1986, Hockenheimring se convirtió en sede permanente.
En la temporada 2007, el Gran Premio de Alemania desapareció como tal del calendario del mundial. En su lugar se disputó en Nürburgring el Gran Premio de Europa, donde la Fórmula 1 ya había corrido varios Grandes Premios en las temporadas previas. A partir de 2008, el Gran Premio se celebró alternando en los dos circuitos nombrados.
Nürburgring no pudo celebrar las ediciones de 2015 y 2017 por razones financieras, por lo que no se celebró Gran Premio. A partir de 2019, este circuito dejó de estar en los planes de la organización de la carrera, por lo que Hockenheimring tomó su lugar definitivamente, pero se cayó del calendario para 2020.
Durante la pandemia por coronavirus, Nürburgring ingresó al calendario de 2020, pero no como GP de Alemania sino bajo la nomenclatura de GP de Eifel.

## Ganadores

### Fórmula 1
Los eventos que no formaron parte del Campeonato Mundial de Fórmula 1 se indican en fondo de color rosa.
| Año        | Piloto                                 | Constructor      | Circuito       | Resultados    |
| ---------- | -------------------------------------- | ---------------- | -------------- | ------------- |
| 1926       | Rudolf Caracciola                      | Mercedes         | AVUS           | Resultados    |
| 1927       | Otto Merz                              | Mercedes         | Nürburgring    | Resultados    |
| 1928       | Rudolf Caracciola (2) Christian Werner | Mercedes         | Nürburgring    | Resultados    |
| 1929       | Louis Chiron                           | Bugatti          | Nürburgring    | Resultados    |
| 1930       | No se disputó                          | No se disputó    | No se disputó  | No se disputó |
| 1931       | Rudolf Caracciola (3)                  | Mercedes         | Nürburgring    | Resultados    |
| 1932       | Rudolf Caracciola (4)                  | Alfa Romeo       | Nürburgring    | Resultados    |
| 1933       | No se disputó                          | No se disputó    | No se disputó  | No se disputó |
| 1934       | Hans Stuck                             | Auto Union       | Nürburgring    | Resultados    |
| 1935       | Tazio Nuvolari                         | Alfa Romeo       | Nürburgring    | Resultados    |
| 1936       | Bernd Rosemeyer                        | Auto Union       | Nürburgring    | Resultados    |
| 1937       | Rudolf Caracciola (5)                  | Mercedes         | Nürburgring    | Resultados    |
| 1938       | Richard Seaman                         | Mercedes         | Nürburgring    | Resultados    |
| 1939       | Rudolf Caracciola (6)                  | Mercedes         | Nürburgring    | Resultados    |
| 1940- 1949 | No se disputó                          | No se disputó    | No se disputó  | No se disputó |
| 1950       | Alberto Ascari                         | Ferrari          | Nürburgring    | Resultados    |
| 1951       | Alberto Ascari (2)                     | Ferrari          | Nordschleife   | Resultados    |
| 1952       | Alberto Ascari (3)                     | Ferrari          | Nordschleife   | Resultados    |
| 1953       | Giuseppe Farina                        | Ferrari          | Nordschleife   | Resultados    |
| 1954       | Juan Manuel Fangio                     | Mercedes         | Nordschleife   | Resultados    |
| 1955       | No se disputó                          | No se disputó    | No se disputó  | No se disputó |
| 1956       | Juan Manuel Fangio (2)                 | Ferrari          | Nordschleife   | Resultados    |
| 1957       | Juan Manuel Fangio (3)                 | Maserati         | Nordschleife   | Resultados    |
| 1958       | Tony Brooks                            | Vanwall          | Nordschleife   | Resultados    |
| 1959       | Tony Brooks (2)                        | Ferrari          | AVUS           | Resultados    |
| 1960       | Joakim Bonnier                         | Porsche          | Nürburgring    | Resultados    |
| 1961       | Stirling Moss                          | Lotus-Climax     | Nordschleife   | Resultados    |
| 1962       | Graham Hill                            | BRM              | Nordschleife   | Resultados    |
| 1963       | John Surtees                           | Ferrari          | Nordschleife   | Resultados    |
| 1964       | John Surtees (2)                       | Ferrari          | Nordschleife   | Resultados    |
| 1965       | Jim Clark                              | Lotus-Climax     | Nordschleife   | Resultados    |
| 1966       | Jack Brabham                           | Brabham-Repco    | Nordschleife   | Resultados    |
| 1967       | Denny Hulme                            | Brabham-Repco    | Nordschleife   | Resultados    |
| 1968       | Jackie Stewart                         | Matra-Ford       | Nordschleife   | Resultados    |
| 1969       | Jacky Ickx                             | Brabham-Ford     | Nordschleife   | Resultados    |
| 1970       | Jochen Rindt                           | Lotus-Ford       | Hockenheimring | Resultados    |
| 1971       | Jackie Stewart (2)                     | Tyrrell-Ford     | Nordschleife   | Resultados    |
| 1972       | Jacky Ickx (2)                         | Ferrari          | Nordschleife   | Resultados    |
| 1973       | Jackie Stewart (3)                     | Tyrrell-Ford     | Nordschleife   | Resultados    |
| 1974       | Clay Regazzoni                         | Ferrari          | Nordschleife   | Resultados    |
| 1975       | Carlos Reutemann                       | Brabham-Ford     | Nordschleife   | Resultados    |
| 1976       | James Hunt                             | McLaren-Ford     | Nordschleife   | Resultados    |
| 1977       | Niki Lauda                             | Ferrari          | Hockenheimring | Resultados    |
| 1978       | Mario Andretti                         | Lotus-Ford       | Hockenheimring | Resultados    |
| 1979       | Alan Jones                             | Williams-Ford    | Hockenheimring | Resultados    |
| 1980       | Jacques Laffite                        | Ligier-Ford      | Hockenheimring | Resultados    |
| 1981       | Nelson Piquet                          | Brabham-Ford     | Hockenheimring | Resultados    |
| 1982       | Patrick Tambay                         | Ferrari          | Hockenheimring | Resultados    |
| 1983       | René Arnoux                            | Ferrari          | Hockenheimring | Resultados    |
| 1984       | Alain Prost                            | McLaren-TAG      | Hockenheimring | Resultados    |
| 1985       | Michele Alboreto                       | Ferrari          | Nürburgring    | Resultados    |
| 1986       | Nelson Piquet (2)                      | Williams-Honda   | Hockenheimring | Resultados    |
| 1987       | Nelson Piquet (3)                      | Williams-Honda   | Hockenheimring | Resultados    |
| 1988       | Ayrton Senna                           | McLaren-Honda    | Hockenheimring | Resultados    |
| 1989       | Ayrton Senna (2)                       | McLaren-Honda    | Hockenheimring | Resultados    |
| 1990       | Ayrton Senna (3)                       | McLaren-Honda    | Hockenheimring | Resultados    |
| 1991       | Nigel Mansell                          | Williams-Renault | Hockenheimring | Resultados    |
| 1992       | Nigel Mansell (2)                      | Williams-Renault | Hockenheimring | Resultados    |
| 1993       | Alain Prost (2)                        | Williams-Renault | Hockenheimring | Resultados    |
| 1994       | Gerhard Berger                         | Ferrari          | Hockenheimring | Resultados    |
| 1995       | Michael Schumacher                     | Benetton-Renault | Hockenheimring | Resultados    |
| 1996       | Damon Hill                             | Williams-Renault | Hockenheimring | Resultados    |
| 1997       | Gerhard Berger (2)                     | Benetton-Renault | Hockenheimring | Resultados    |
| 1998       | Mika Häkkinen                          | McLaren-Mercedes | Hockenheimring | Resultados    |
| 1999       | Eddie Irvine                           | Ferrari          | Hockenheimring | Resultados    |
| 2000       | Rubens Barrichello                     | Ferrari          | Hockenheimring | Resultados    |
| 2001       | Ralf Schumacher                        | Williams-BMW     | Hockenheimring | Resultados    |
| 2002       | Michael Schumacher (2)                 | Ferrari          | Hockenheimring | Resultados    |
| 2003       | Juan Pablo Montoya                     | Williams-BMW     | Hockenheimring | Resultados    |
| 2004       | Michael Schumacher (3)                 | Ferrari          | Hockenheimring | Resultados    |
| 2005       | Fernando Alonso                        | Renault          | Hockenheimring | Resultados    |
| 2006       | Michael Schumacher (4)                 | Ferrari          | Hockenheimring | Resultados    |
| 2007       | No se disputó                          | No se disputó    | No se disputó  | No se disputó |
| 2008       | Lewis Hamilton                         | McLaren-Mercedes | Hockenheimring | Resultados    |
| 2009       | Mark Webber                            | Red Bull-Renault | Nürburgring    | Resultados    |
| 2010       | Fernando Alonso (2)                    | Ferrari          | Hockenheimring | Resultados    |
| 2011       | Lewis Hamilton (2)                     | McLaren-Mercedes | Nürburgring    | Resultados    |
| 2012       | Fernando Alonso (3)                    | Ferrari          | Hockenheimring | Resultados    |
| 2013       | Sebastian Vettel                       | Red Bull-Renault | Nürburgring    | Resultados    |
| 2014       | Nico Rosberg                           | Mercedes         | Hockenheimring | Resultados    |
| 2015       | No se disputó                          | No se disputó    | No se disputó  | No se disputó |
| 2016       | Lewis Hamilton (3)                     | Mercedes         | Hockenheimring | Resultados    |
| 2017       | No se disputó                          | No se disputó    | No se disputó  | No se disputó |
| 2018       | Lewis Hamilton (4)                     | Mercedes         | Hockenheimring | Resultados    |
| 2019       | Max Verstappen                         | Red Bull-Honda   | Hockenheimring | Resultados    |

## Estadísticas

### Pilotos con más victorias
| Victorias | Piloto             | Años                   |
| --------- | ------------------ | ---------------------- |
| 4         | Michael Schumacher | 1995, 2002, 2004, 2006 |
| 4         | Lewis Hamilton     | 2008, 2011, 2016, 2018 |
| 3         | Juan Manuel Fangio | 1954, 1956, 1957       |
| 3         | Jackie Stewart     | 1968, 1971, 1973       |
| 3         | Nelson Piquet      | 1981, 1986, 1987       |
| 3         | Ayrton Senna       | 1988, 1989, 1990       |
| 3         | Fernando Alonso    | 2005, 2010, 2012       |
| 2         | Alberto Ascari     | 1951, 1952             |
| 2         | Tony Brooks        | 1958, 1959             |
| 2         | John Surtees       | 1963, 1964             |
| 2         | Jacky Ickx         | 1969, 1972             |
| 2         | Nigel Mansell      | 1991, 1992             |
| 2         | Alain Prost        | 1984, 1993             |
| 2         | Gerhard Berger     | 1994, 1997             |
| 1         | Giuseppe Farina    | 1953                   |
| 1         | Stirling Moss      | 1961                   |
| 1         | Graham Hill        | 1962                   |
| 1         | Jim Clark          | 1965                   |
| 1         | Jack Brabham       | 1966                   |
| 1         | Denny Hulme        | 1967                   |
| 1         | Jochen Rindt       | 1970                   |
| 1         | Clay Regazzoni     | 1974                   |
| 1         | Carlos Reutemann   | 1975                   |
| 1         | James Hunt         | 1976                   |
| 1         | Niki Lauda         | 1977                   |
| 1         | Mario Andretti     | 1978                   |
| 1         | Alan Jones         | 1979                   |
| 1         | Jacques Laffite    | 1980                   |
| 1         | Patrick Tambay     | 1982                   |
| 1         | René Arnoux        | 1983                   |
| 1         | Michele Alboreto   | 1985                   |
| 1         | Damon Hill         | 1996                   |
| 1         | Mika Häkkinen      | 1998                   |
| 1         | Eddie Irvine       | 1999                   |
| 1         | Rubens Barrichello | 2000                   |
| 1         | Ralf Schumacher    | 2001                   |
| 1         | Juan Pablo Montoya | 2003                   |
| 1         | Mark Webber        | 2009                   |
| 1         | Sebastian Vettel   | 2013                   |
| 1         | Nico Rosberg       | 2014                   |
| 1         | Max Verstappen     | 2019                   |

### Constructores con más victorias
| Victorias | Constructor | Años |
| --------- | ----------- | --- |
| 21        | Ferrari     | 1951, 1952, 1953, 1956, 1959, 1963, 1964, 1972, 1974, 1977, 1982, 1983, 1985, 1994, 1999, 2000, 2002, 2004, 2006, 2010, 2012 |
| 9         | Williams    | 1979, 1986, 1987, 1991, 1992, 1993, 1996, 2001, 2003                                                                         |
| 8         | McLaren     | 1976, 1984, 1988, 1989, 1990, 1998, 2008, 2011                                                                               |
| 5         | Brabham     | 1966, 1967, 1969, 1975, 1981                                                                                                 |
| 4         | Lotus       | 1961, 1965, 1970, 1978 |
| 4         | Mercedes    | 1954, 2014, 2016, 2018 |
| 3         | Red Bull    | 2009, 2013, 2019 |
| 2         | Tyrrell     | 1971, 1973 |
| 2         | Benetton    | 1995, 1997 |
| 1         | Maserati    | 1957 |
| 1         | Vanwall     | 1958 |
| 1         | BRM         | 1962 |
| 1         | Matra       | 1968 |
| 1         | Ligier      | 1980 |
| 1         | Renault     | 2005 |